# Provaz (film)
Provaz (v anglickém originále Rope) je americký hraný film z roku 1948. Natočil jej režisér Alfred Hitchcock podle scénáře od Arthura Laurentse, který vznikl na motivy stejnojmenné hry od Patricka Hamiltona. Ve filmu hráli James Stewart, John Dall, Farley Granger a další. Velká část filmu se odehrává v jediné místnosti. Zde dva přátelé zabijí muže, kterého v místnosti ukryjí, a následně tam pořádají večírek. Jde o Hitchcockův první barevný film.